# Neil Gershenfeld

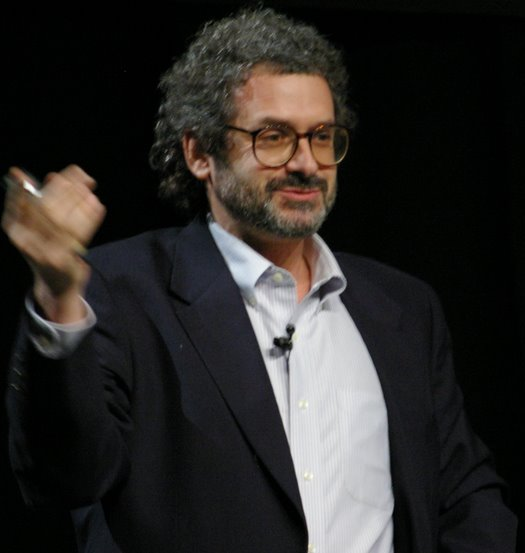
Neil Gershenfeld im Januar 2007

Neil A. Gershenfeld (* 1. Dezember 1959) ist ein US-amerikanischer Physiker und Informatiker.
Gershenfeld studierte zunächst Physik am Swarthmore College (Abschluss 1981) und machte dann 1990 seinen PhD. an der Cornell University. Er arbeitete unter anderem für die Bell Laboratories. Zurzeit leitet er am MIT das Center for Bits and Atoms, eine Abspaltung des MIT Media Lab. Dort forscht er an verschiedenen Bereichen von Physical Computing und alternativen Computertechniken. Er begründete dort das erste Fablab und gilt als der Gründer und Vordenker der Freien-Hardware-Bewegung.
2007 wurde er Fellow der American Physical Society, 2023 Mitglied der National Academy of Engineering.

## Publikationen (Auswahl)
- Neil Gershenfeld: The nature of mathematical modeling. Cambridge 1999, ISBN 0-521-57095-6.
- Neil Gershenfeld: The physics of information technology. Cambridge 2000, ISBN 0-521-58044-7.
- Neil Gershenfeld: FAB: The Coming Revolution on Your Desktop. Cambridge 2005, ISBN 0-465-02745-8.
- Mit Alan Gershenfeld und Joel Cutcher-Gershenfeld: Designing Reality. How to Survive and Thrive in the Third Digital Revolution. New York City 2017, ISBN 978-0-465-09347-2.